# Ochthebius hibernus
Ochthebius hibernus är en skalbaggsart som beskrevs av Perkins 1980. Ochthebius hibernus ingår i släktet Ochthebius och familjen vattenbrynsbaggar. Inga underarter finns listade i Catalogue of Life.